# Marino di Bodon
Marino di Bodon, conosciuto anche come San Mauro di Bodon (Orléans, fine V secolo – Sisteron, 555), è stato un monaco cristiano e abate francese, venerato come santo dalla Chiesa cattolica.

## Biografia
Marino di Bodon (o Mario o Mauro) nacque ad Orléans alla fine del V secolo.
Fondò, verso l'anno 506, il monastero di Bodon, nell'attuale dipartimento di Drôme, divenendone il primo abate. Alcuni ritengono che il monastero di Bodon fosse, in realtà, preesistente alla venuta di Marino.
Durante la Quaresima aveva l'abitudine di allontanarsi dal suo monastero per vivere da eremita nella foresta. Del santo abate si raccontano diversi pellegrinaggi, in modo particolare alle tombe di san Denis e di san Martino di Tours.
La tradizione racconta che egli, solito a ricevere visioni profetiche, previde che i barbari avrebbero devastato il suo monastero e sarebbero scesi fino all'Italia.
Morì nell'anno 555 nel monastero di La-Val-Benois, nei pressi di Sisteron.

## Culto e reliquie
La vita di san Marino fu scritta, nella seconda metà del VI secolo, dal suo discepolo Lucrezio, che curò la sepoltura dell'abate e, successivamente, divenne vescovo di Die.
Quando il monastero fu distrutto, le sue reliquie furono traslate a Forcalquier, nella cattedrale di Saint-Mari. In seguito al decadimento anche di quest'ultima chiesa (XV secolo), le reliquie vennero trasferite alla cattedrale di Notre-Dame-du-Bourguet, sempre a Forcalquier. 
Il villaggio di Saint-May, presso Rémuzat, conserva il nome e il culto di san Marino. Attualmente, nei pressi dei ruderi dell'antico monastero, vi è una cappella che ricorda il passaggio del santo.

## Questione del nome
Il nome di Marino ha subito diverse abbreviazioni e interpretazioni durante i secoli. Perciò è possibile trovarlo sotto diverse forme: Maire, Mario, Mauro, Mary, May, Mere.